# Claudio Strebel

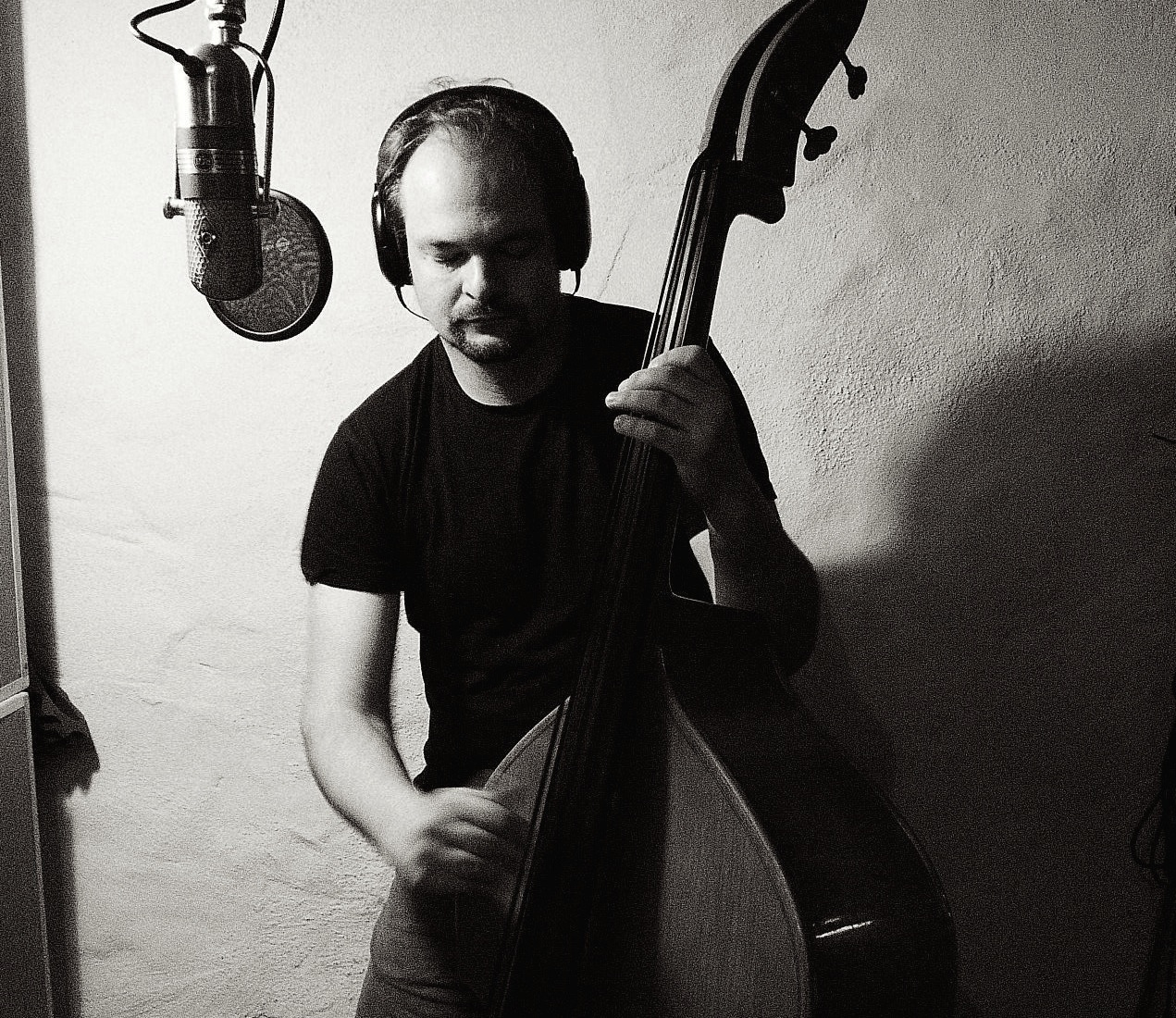
Claudio Strebel (2014)

Claudio Strebel (* 25. Juli 1976 in Muri) ist ein Schweizer Kontrabassist.

## Leben
Strebel bekam seinen ersten Kontrabassunterricht im Alter von 13 Jahren. Er spielte in diversen Jugendstreichorchestern und begann, sich für Jazz zu interessieren. Später spielte er E-Bass in der Punkrockband „Lebenswert?“. 2004 schloss er sein Studium an der Hochschule Musik in Luzern (Jazz) bei Heiri Känzig ab. Es folgten mehrjährige Tätigkeiten unter anderem beim Tessiner Songwriter Marco Zappa, beim Country Rocker Coal, Heidi Happy und Corin Curschellas. Daneben war er in einige Theaterprojekte und Performances mit Akrobaten involviert. Seit vielen Jahren spielt er bei Albin Brun (neue Volksmusik & Jazz), Swing de Paris (Gypsy-Jazz) und bei Count Gabba (Country Noir). Daneben hat er sein eigenes Trio The Knocked Out Rhythms (Rockabilly). Auftritte in ganz Europa von Schweden bis Spanien, Russland, Türkei, Katar, Kirgistan, Südkorea und USA. Im Studio hat Strebel mittlerweile über 30 Tonträger eingespielt. Strebel wohnt mit seiner Familie in Luzern und arbeitet als Sprachlehrer.

## Ehrungen und Auszeichnungen
- 2021 Mathilde Müller Preis der Josef Müller Stiftung in Muri[6]

## Diskographie (Auswahl)
- Singfrauen Winterthur & Albin Brun - wieder unterwegs (Zytglogge 2022)
- Jeanie Johnston - Tales from the Shore (Eigenvertrieb 2021)
- Albin Brun Trio & Isa Wiss - Lied.Schatten (Narrenschiff 2018)
- Miss Helvetia - E Guete (Sony Music 2018)
- The Knocked Out Rhythms - The Wolfer (Eigenvertrieb 2017)
- Albissers Buntwösch - D'Annemarie und du (Eigenvertrieb 2016)
- Kazalpin - Schnee (Double Moon Records 2015)
- Count Gabba - The Dance Decade (Little Jig 2015)
- The Knocked Out Rhythms - Afrobilly (Eigenvertrieb 2014)
- Swing de Paris - Au Lac (Eigenvertrieb 2013)
- Corin Curschellas - La Grischa (R-Tunes 2012)
- Kazalpin - Eastsidestory (Double Moon Records 2011)
- Coal - Lose Sleep at Night (Echopark Music 2011)
- Pablo - Here I am (Unit Recors 2011)
- Count Gabba - Country Noir (Goldon Records 2010)
- Immer de Hans - Kinderlieder (Music Vision 2010)
- Swing de Paris - Douce Ambiance (Eigenvertrieb 2010)
- The Sad Riders - In the End We Always Win (Two Gentlemen 2010)
- Metamorphosis - Solitude (Jazz Thing 2009)
- The Song Circus (Echopark Music 2009)
- Count Gabba - The Lady’s Gone. The Song Remains (Goldon Records 2009)
- Coal - Masquerade (Columbia, Sony BMG 2007)
- Marco Zappa - In Giro Una Vita (Zytglogge 2006)
- Stonk - Are You Stonk Enough? (Eigenvertrieb 2005)
- Rafael Baier Quartett - Metamorphosis (Altrisuoni 2005)
- Karl der Schüchterne (Eigenvertrieb 2000)